# Ibtin
Ibtin (hebr. אבטין; arab. إبطن) – wieś położona w Samorządzie Regionu Zewulun, w dystrykcie Hajfa, w Izraelu.

## Położenie
Miasteczko leży w Dolinie Zewulon, na wschód od miasta Hajfy.

## Gospodarka
Gospodarka wioski opiera się na rolnictwie.